# Élections législatives de 2007 dans la 13e circonscription du Nord
Les élections législatives françaises de 2007 dans la 13e circonscription du Nord se déroulent les 10 et 17 juin 2007.

## Circonscription
Par la loi no 86-1197 du 24 novembre 1986
, et regroupait les divisions administratives suivantes : Canton de Coudekerque-Branche, canton de Dunkerque-Est (moins les communes de Bray-Dunes et Zuydcoote) et canton de Dunkerque-Ouest (partie non comprise dans la Douzième circonscription du Nord).

## Contexte
Le député sortant Michel Delebarre (PS) se retrouve une fois de plus face à Franck Dhersin (UMP) Maire de Téteghem, Ursula Maltese FN, Patrice Hazebrouck (PCF), Jacques Volant (LO), Véronique de Miribel (Majorité présidentielle), Paulo-Serge Lopes ( Les Verts), Patrick Nowe  (CPNT), Sandrine Lejeune-Le Pallac (UDF), Janine Bourel (Extrême droite), José Deswarte (Extrême gauche), Claudine Debove (Ecologiste) et Cindy Bignardi (Extrême gauche).

## Résultats[3]
- Député sortant : Michel Delebarre (PS)

| Candidat         | Candidat                   | Parti                   | Premier tour | Premier tour | Second tour | Second tour |
| Candidat         | Candidat                   | Parti                   | Voix         | %            | Voix        | %           |
| ---------------- | -------------------------- | ----------------------- | ------------ | ------------ | ----------- | ----------- |
|                  | Michel Delebarre*          | PS                      | 16 435       | 40,50        | 22 338      | 53,12       |
|                  | Franck Dhersin             | UMP                     | 16 193       | 39,90        | 19 712      | 46,88       |
|                  | Sandrine Lejeune-Le Pallac | UDF                     | 1 754        | 4,32         |             |             |
|                  | Ursula Maltese             | FN                      | 1 432        | 3,53         |             |             |
|                  | José Deswarte              | Extrême gauche          | 919          | 2,26         |             |             |
|                  | Paulo-Serge Lopes          | Les Verts               | 913          | 2,25         |             |             |
|                  | Véronique de Miribel       | Majorité présidentielle | 612          | 1,51         |             |             |
|                  | Patrice Hazebrouck         | PCF                     | 569          | 1,40         |             |             |
|                  | Claudine Debove            | Ecologiste              | 503          | 1,24         |             |             |
|                  | Patrick Nowe               | CPNT                    | 457          | 1,13         |             |             |
|                  | Jacques Volant             | LO                      | 408          | 1,01         |             |             |
|                  | Janine Bourel              | Extrême droite          | 204          | 0,50         |             |             |
|                  | Cindy Bignardi             | Extrême gauche          | 180          | 0,44         |             |             |
|                  |                            |                         |              |              |             |             |
| Inscrits         | Inscrits                   | Inscrits                | 65 044       | 100,00       | 65 044      | 100,00      |
| Abstentions      | Abstentions                | Abstentions             | 23 721       | 36,47        | 21 616      | 33,23       |
| Votants          | Votants                    | Votants                 | 41 323       | 63,53        | 43 428      | 66,77       |
| Blancs et nuls   | Blancs et nuls             | Blancs et nuls          | 744          | 1,80         | 1 378       | 3,17        |
| Exprimés         | Exprimés                   | Exprimés                | 40 579       | 98,20        | 42 050      | 96,83       |
| * député sortant |                            |                         |              |              |             |             |